# Монастирка (Шегарський район)
Монасти́рка (рос. Монастырка) — село у складі Шегарського району Томської області, Росія. Входить до складу Північного сільського поселення.

## Населення
Населення — 584 особи (2010; 677 у 2002).
Національний склад (станом на 2002 рік):
- росіяни — 98 %